# Doodshoofd (symbool)

Piratenvlag

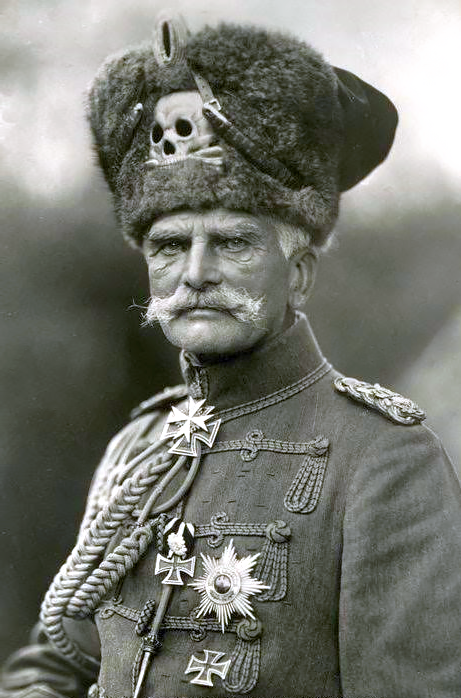
Feldmarschall August von Mackensen

Het doodshoofd is een wereldwijd gebruikt symbool om de dood te symboliseren, onverschrokkenheid of gevaar aan te duiden of vrees in te boezemen. Vaak wordt dit symbool tevens voorzien van gekruiste beenderen. Een oud woord voor doodskop is bekkeneel.

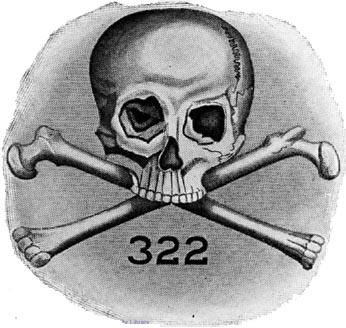
Het beeldmerk van Skull and Bones, het oudste geheime genootschap van de Yale Universiteit, waar onder meer drie Amerikaanse presidenten lid van waren

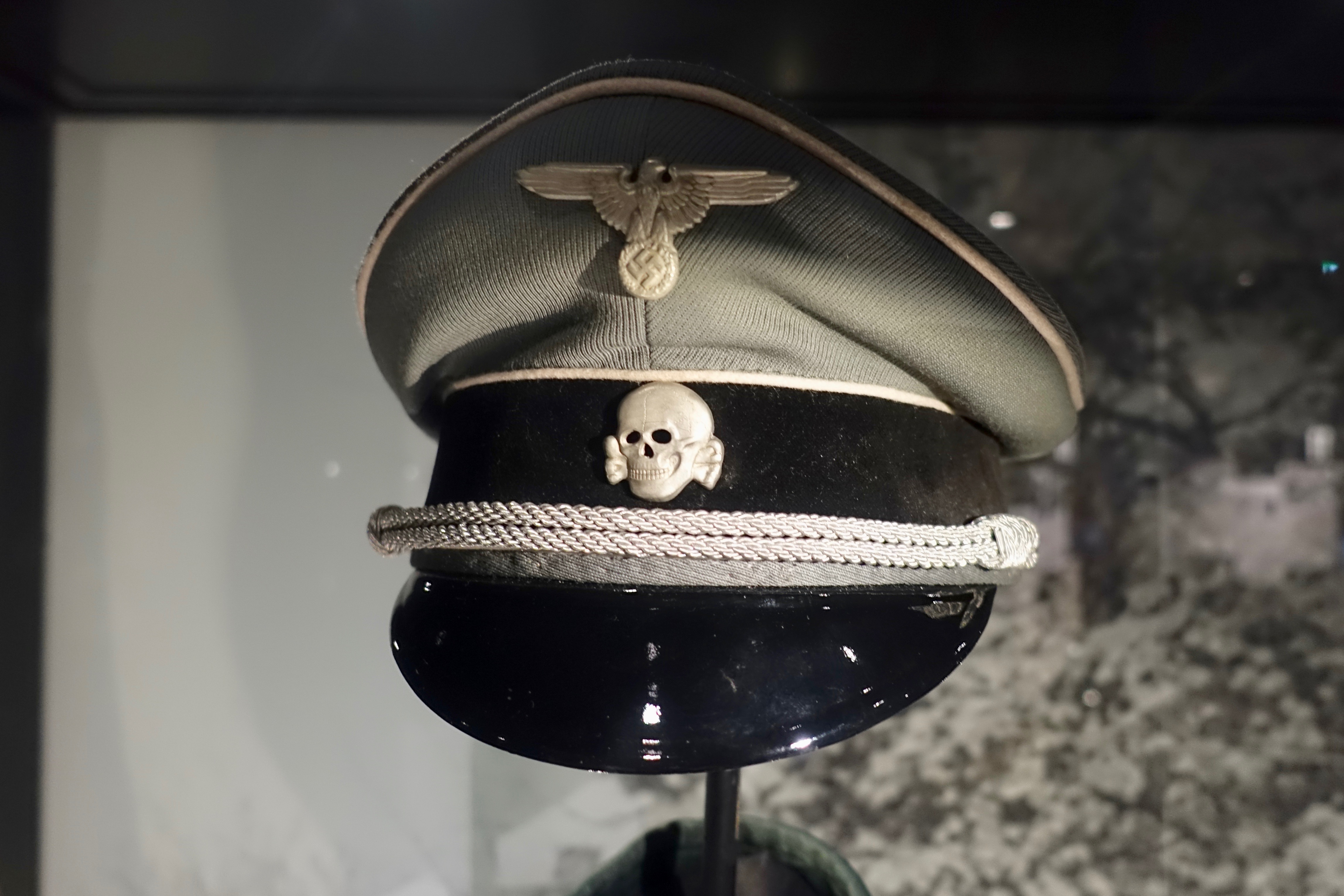
Duits SS uniform met doodshoofd-embleem (Totenkopf)

Het wordt gebruikt in de beeldhouwkunst op epitafen en graftombes en als attribuut samen met kroon en toga van de heilige Franciscus Borgia. Het werd ook als symbool gebruikt op piratenvlaggen in de Gouden Eeuw.
Het is ook gebruikt als symbool op uniformen van militaire eenheden, waarvan de SS in de Tweede Wereldoorlog het meest berucht werd, hoewel het ook daarvoor reeds door militaire onderdelen werd gebruikt, zoals de Pruissische zwarte huzaren of doodshoofdhuzaren. Het geheime genootschap Skull and Bones van de Yale Universiteit, waar drie Amerikaanse presidenten lid van waren, is zelfs naar het doodshoofd vernoemd.
In religie en spiritualiteit wordt het doodshoofd ook wel gebezigd bij het Memento mori. In India staat de schedel symbool voor de kringloop van leven en dood. We zien dit symbool in vele vormen terug op afbeeldingen van goden, als verwijzing naar de vergankelijkheid van het bestaan. De staf van een yogi is vaak een bot van een mens, met daarbovenop een schedel.
Ook in vanitas schilderijen is de schedel een vaak gebruikt symbool.
Ook in de natuur komen soms tekeningen voor die aan een doodshoofd doen denken; meerdere dieren zijn ernaar vernoemd. Voorbeelden zijn het doodshoofdaapje, de doodshoofdvlinder, de doodskopzweefvlieg en de doodshoofdkakkerlak.